# テール・トゥー・ノーズ
テール・トゥー・ノーズ（英語: Nose to tail）とは、モータースポーツにおいて、前のマシンの後部（テール）と後のマシンの先端部（ノーズ）が、触れそうなほど接近することを言う。「テール・トゥー・ノーズ」は和製英語で、英語では nose to tail という。また同じ意味でバンパー・トゥー・バンパーとも呼ばれる。

## 概要
テール・トゥー・ノーズ下においては、後ろのマシンは前車の陰に入ることで空気抵抗が減り、スリップストリームが発生するため、そのままオーバーテイクが起こることも多い。
ただし、長時間この状況で走るとラジエターに当たる空気が減るため、オーバーヒートを引き起こす。また、車体前方に当たる空気が減るため前輪にかかるダウンフォースが減り、マシン挙動がアンダーステア寄りとなるほか、空力的に不安定な状態になることもある。そのため、激しいバトルの中でも、抜きどころ以外ではやや距離を開けて走行し、ポイントで一気に差を詰めてテール・トゥー・ノーズに持ち込み、勝負を掛けるパターンが多い。
車体をぶつけてもほとんどの場合でペナルティが取られないNASCARでは、車間距離も1cmどころかマイナス（＝接触）も当たり前となっていて、チームメイトや仲の良いドライバーを後ろから押して加速させることや、一部のトラックに至っては「後ろから小突いて、相手がバランスを崩してアウト側に飛んだ所を抜く」というオーバーテイク方法も存在する。